# كارميللا
كارميللا هي رواية رعب قوطية لجوزيف شيريدان لى فانيو. نشرت لأول مرة في 1872 م، وتحكى قصة شابة في التاسعة عشرة من عمرها تصادق مصاصة دماء تدعى كارميللا. رواية «كارميللا» تسبق دراكولا بخمسة وعشرين عاما.

## النشر
نشرت كارميللا للمرة الأولى في مجلة «ذا دارك بلو» - الأزرق الغامق - عام 1872. ثم في مجموعة المؤلف من القصص القصيرة «إن أ جلاس داركلى» في نفس العام.

## الترجمة للعربية
ترجمت للعربية في سلسلة روايات عالمية للجيب والتي تصدر عن المؤسسة العربية الحديثة وقام بترجمتها وإعدادها د.أحمد خالد توفيق.